# Bacolod (Lanao del Norte)
Bacolod (Bayan ng Bacolod) är en kommun i Filippinerna. Kommunen ligger på ön Mindanao, och tillhör provinsen Lanao del Norte. Folkmängden uppgår till 17 020 invånare.

## Barangayer
Bacolod är indelat i 16 barangayer.
| - Alegria - Babalaya - Babalayan Townsite - Binuni - Demologan - Dimarao - Esperanza - Kahayag | - Liangan East - Punod (Maliwanag) - Mati - Minaulon - Pagayawan - Poblacion Bacolod - Rupagan - Delabayan West |